# Gabrielle Renard
Pour les articles homonymes, voir Renard.
Gabrielle Renard, née le 1er août 1878 à Essoyes dans l'Aube et morte à Beverly Hills le 26 février 1959, est une Française, engagée par le peintre Auguste Renoir pour être notamment la nourrice de son fils Jean, et devenue un des modèles favoris de l'artiste.

## Biographie

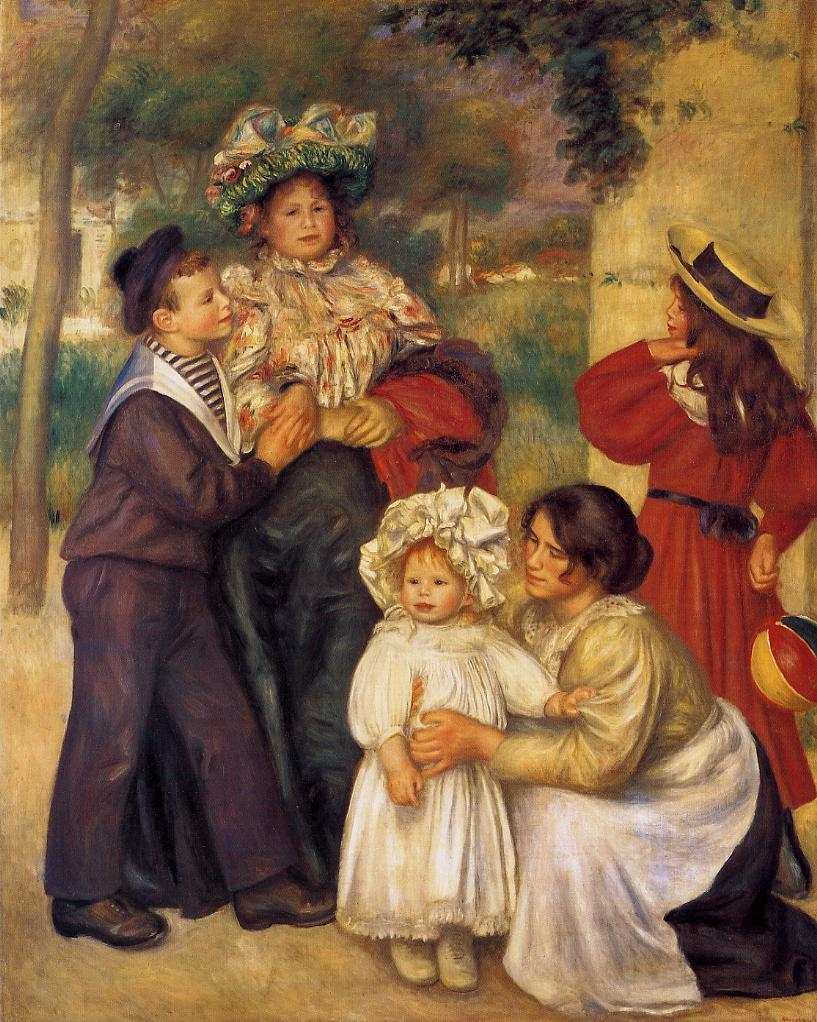
La Famille de l'artiste (Gabrielle en bas à droite), 1896.

Née dans le même village que sa cousine éloignée Aline Charigot, l'épouse d'Auguste Renoir, Gabrielle Renard entre, à l'automne 1894, au service de la famille Renoir pour exercer les fonctions de nourrice et de bonne. Elle sera l'une des deux muses du peintre, apparaissant dans 160 à 200 de ses tableaux, dont le célèbre Femme nue couchée.
Elle fait découvrir le cinéma à Jean Renoir âgé de 2 ans. Il deviendra le réalisateur et scénariste à succès que l'on sait et gardera des liens très étroits avec sa nourrice tout au long de sa vie.
Elle est remerciée par l'épouse du peintre, en 1913, mais continuera à poser pour lui jusqu'à sa mort en 1919.
Mariée en 1921 à un Américain, Conrad Hensler Slade, elle part pour les États-Unis lors de l'invasion allemande en 1940, comme la famille Renoir. À la mort de son mari, elle s'installe à Los Angeles, près de chez Jean Renoir.

## Iconographie

Gabrielle Renard dans la peinture d'Auguste Renoir
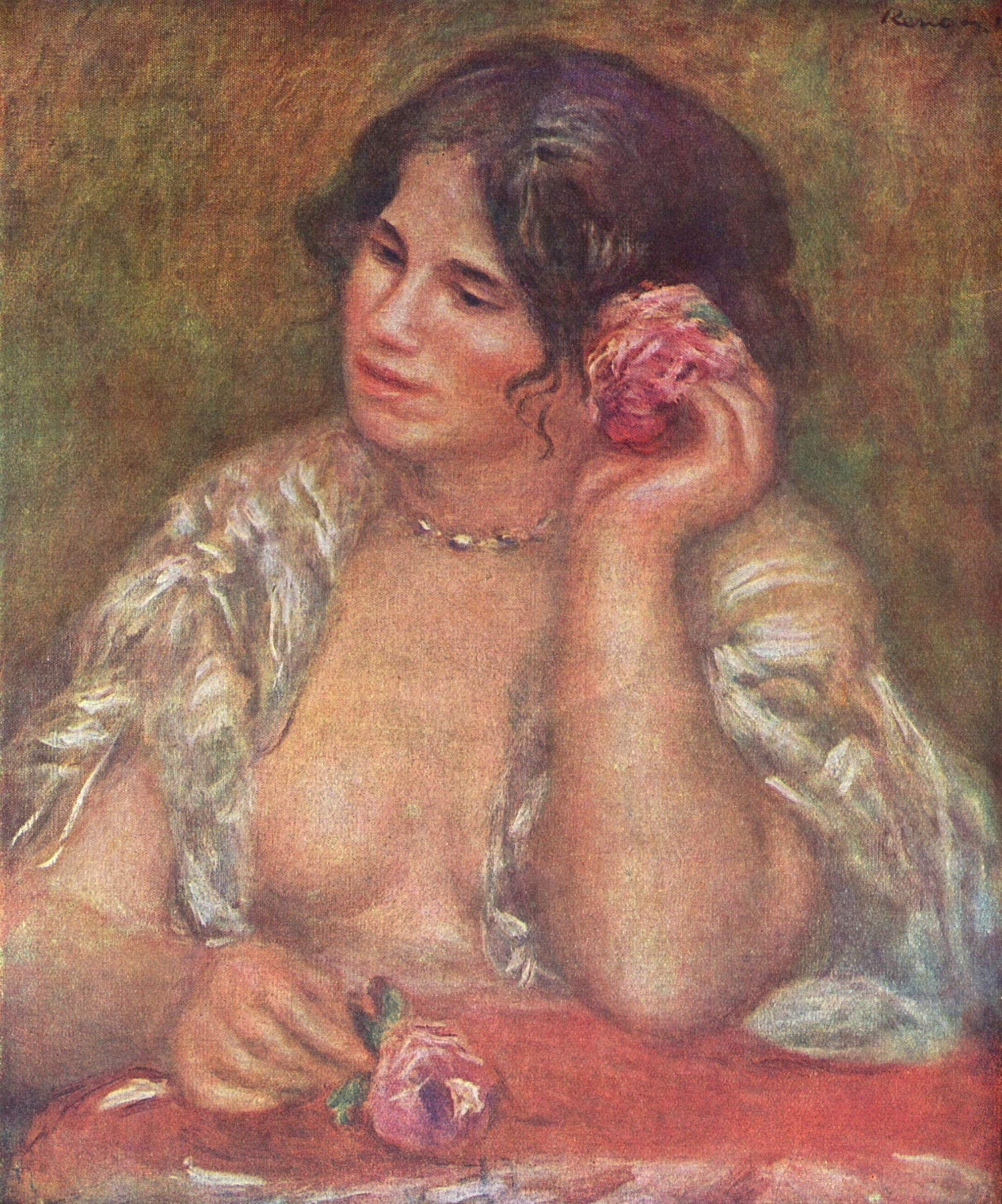
Gabrielle à la rose, 1911.
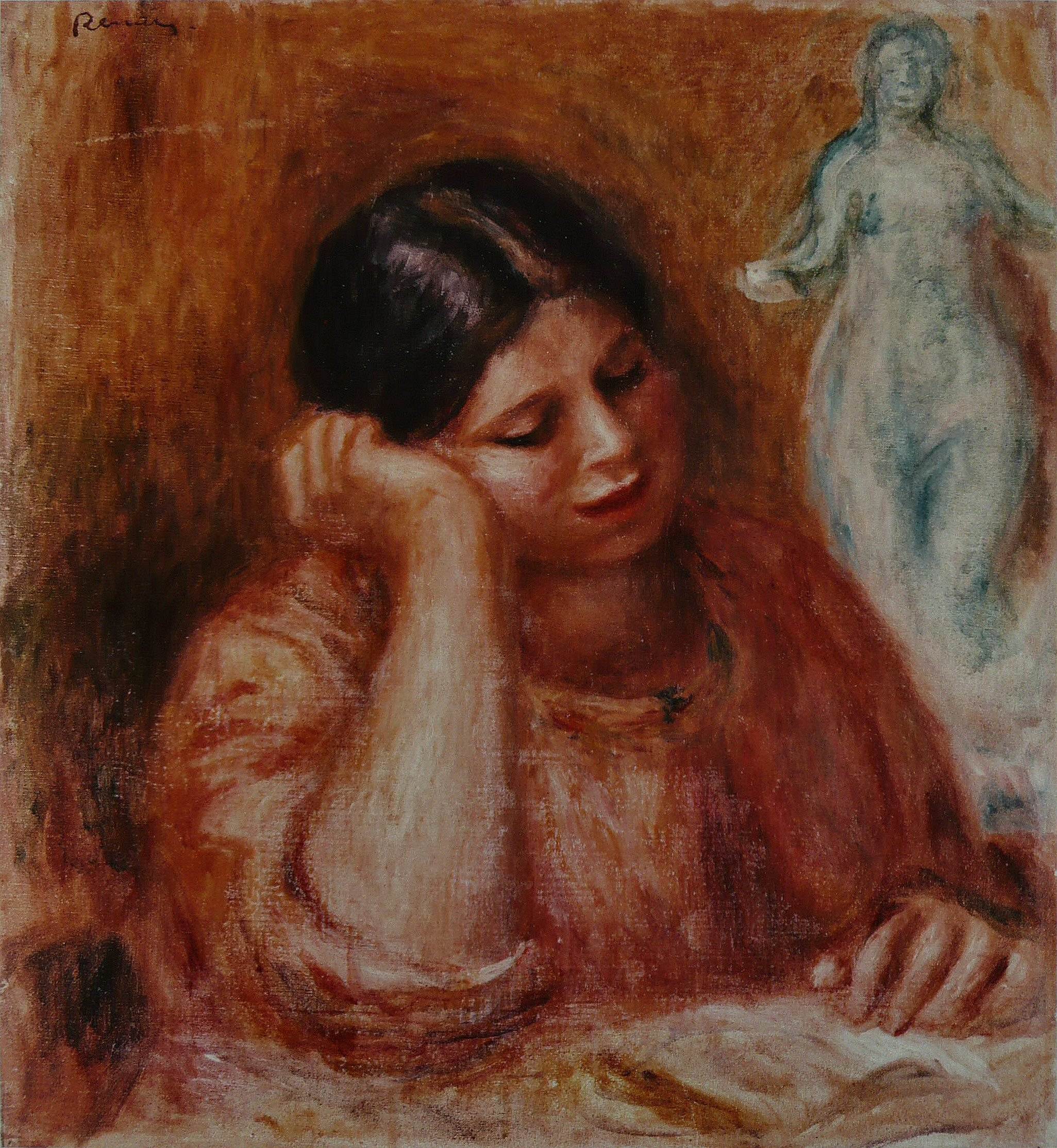
Liseuse à la Vénus, entre 1913 et 1915.
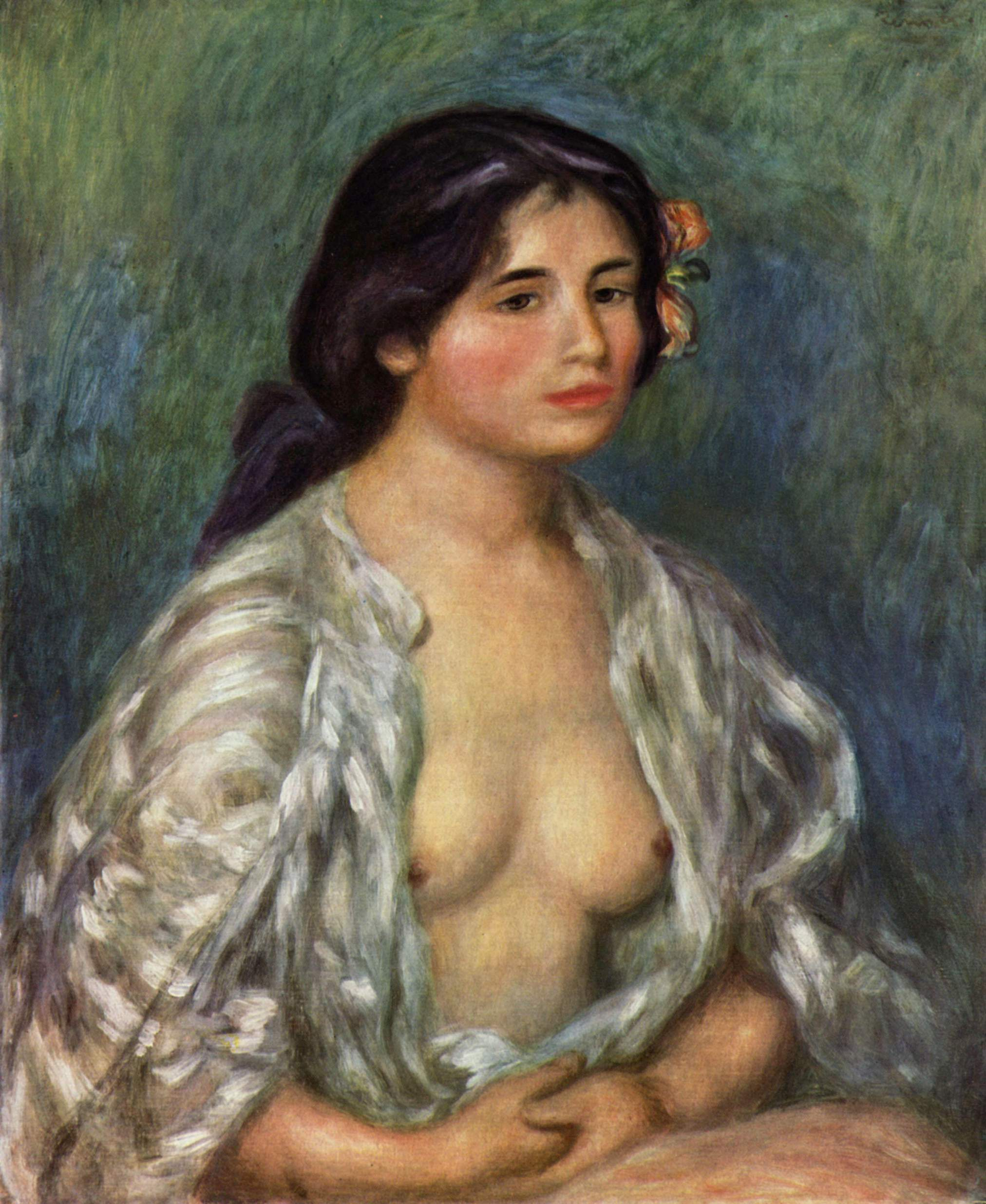
Gabrielle à la chemise ouverte, 1907.
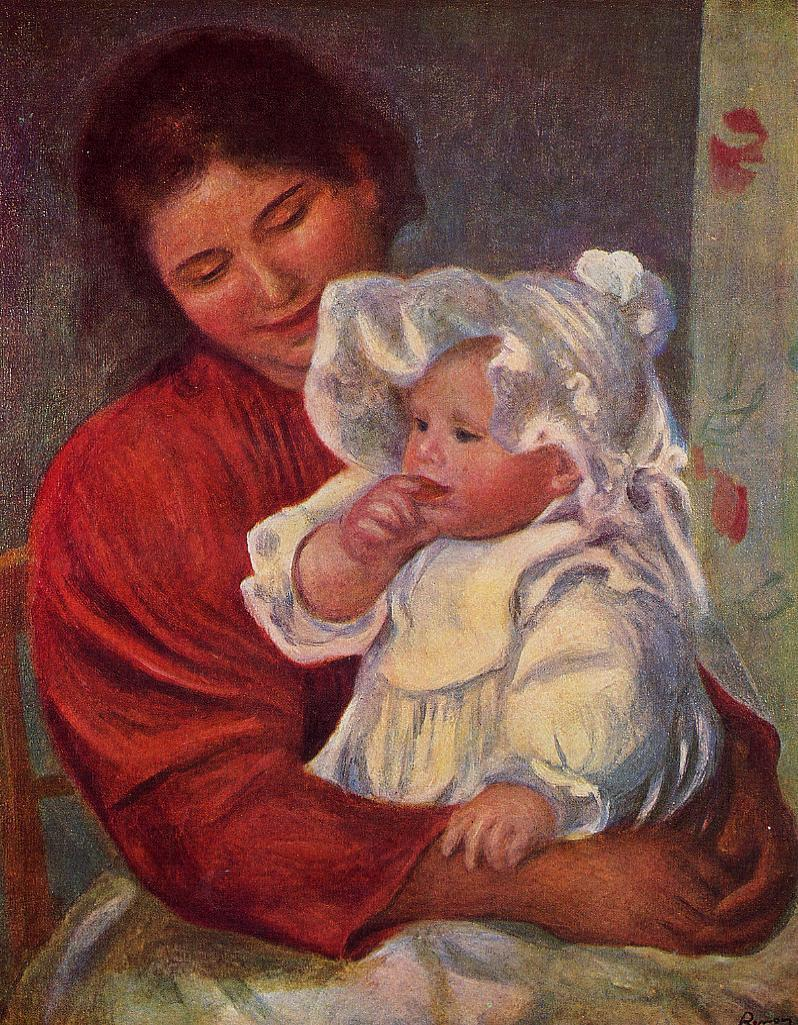
Gabrielle et Jean, 1895.
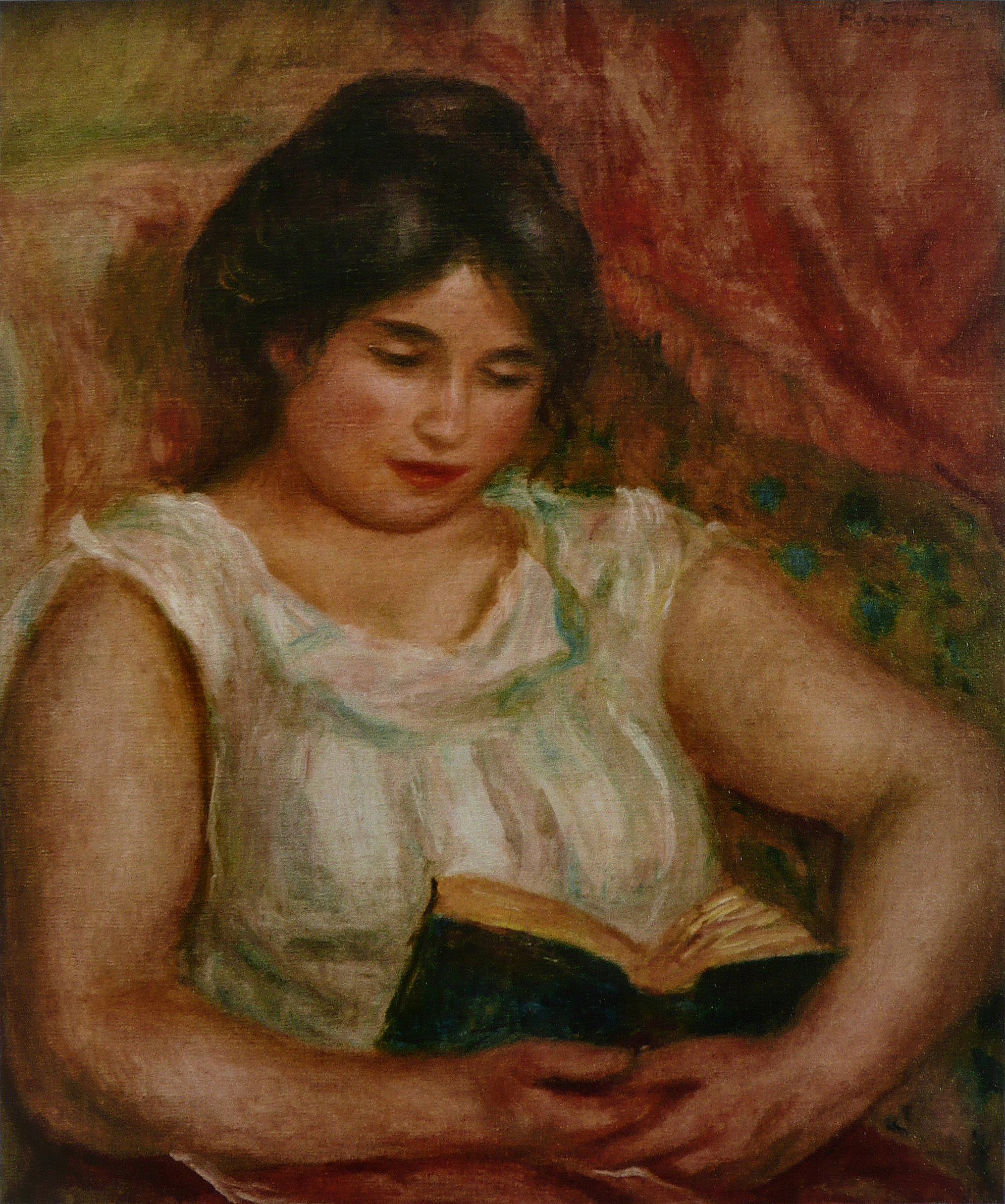
Gabrielle lisant, 1906.
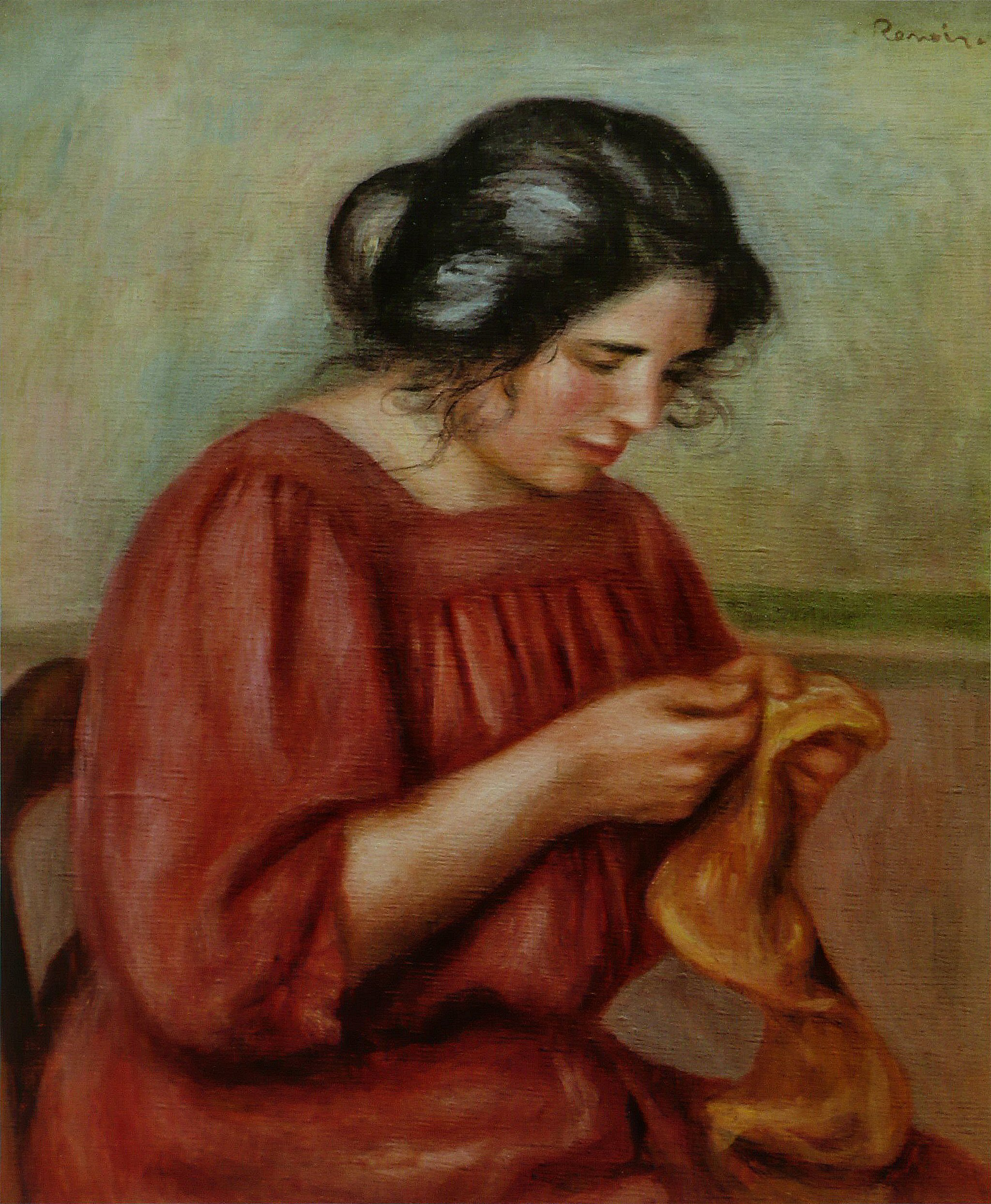
Gabrielle reprisant, 1908.
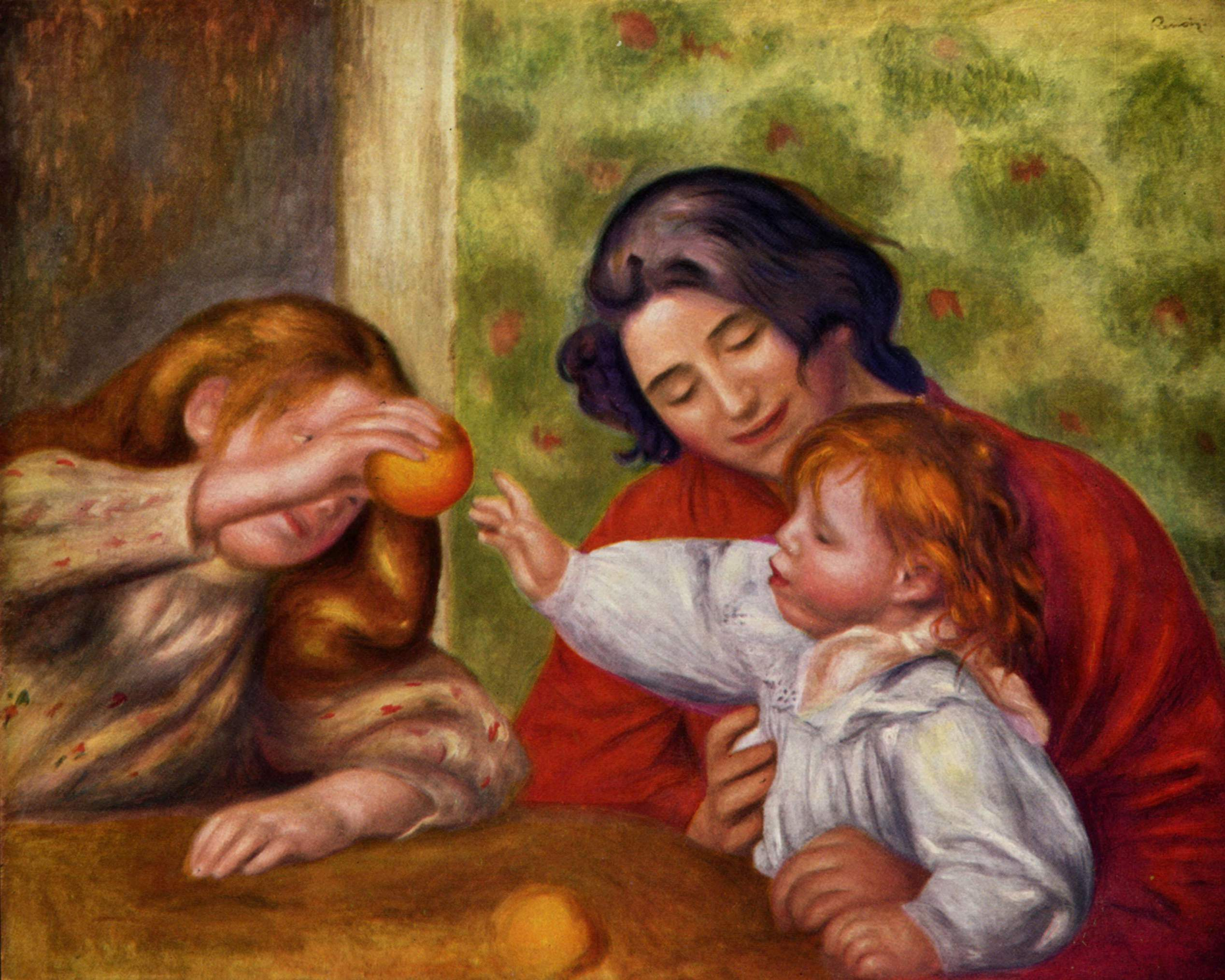
Gabrielle, Jean et une fillette, 1895.
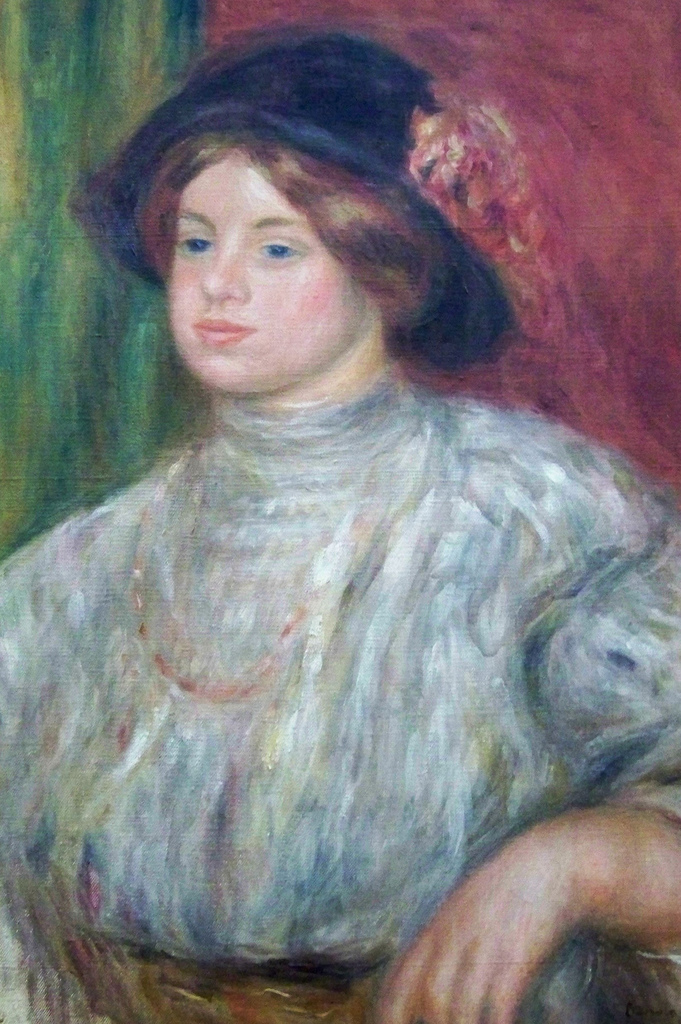
Gabrielle au chapeau, 1915.
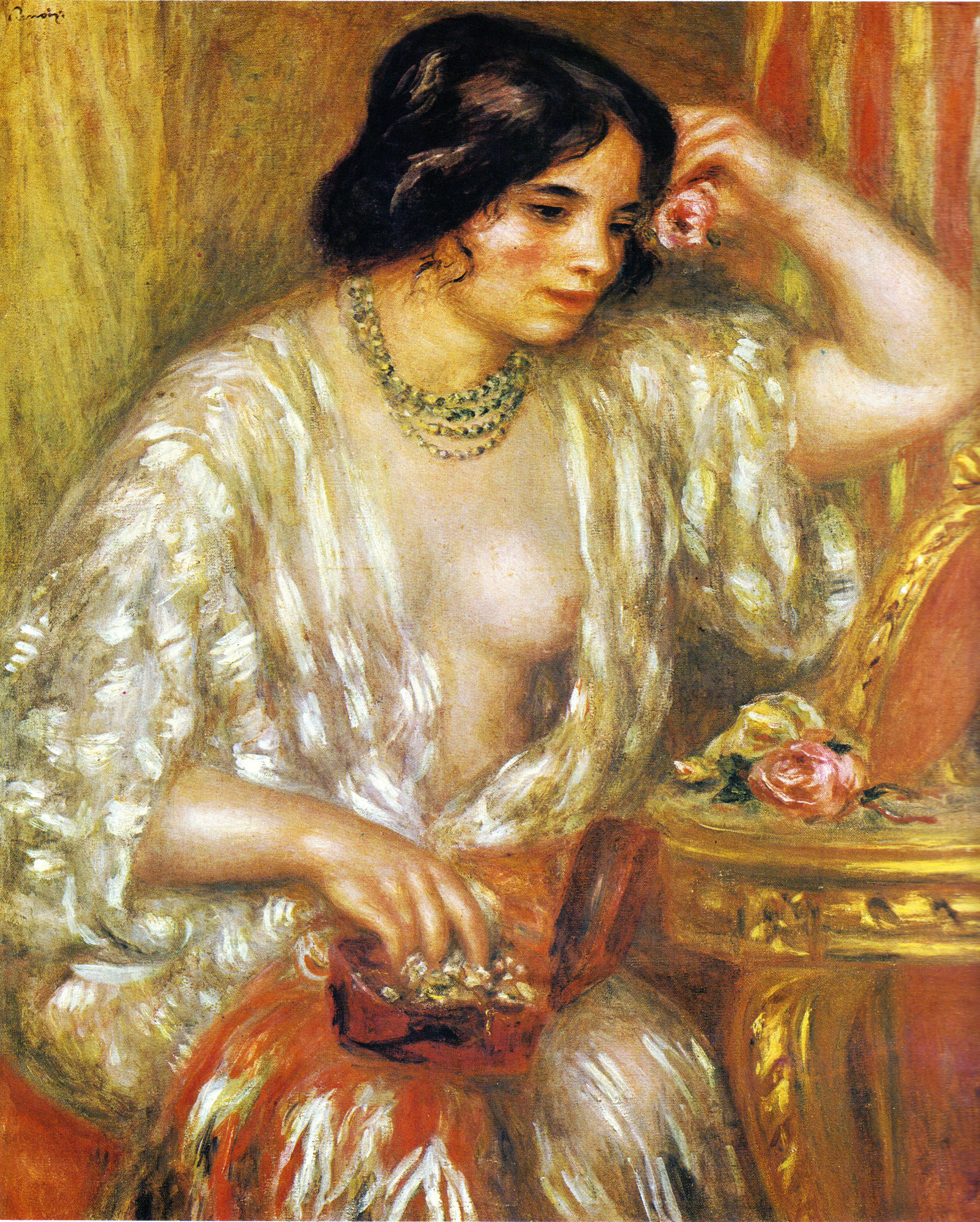
Gabrielle aux bijoux, 1910.
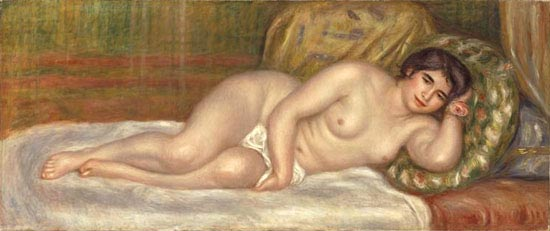
Femme nue couchée, 1906-1907.
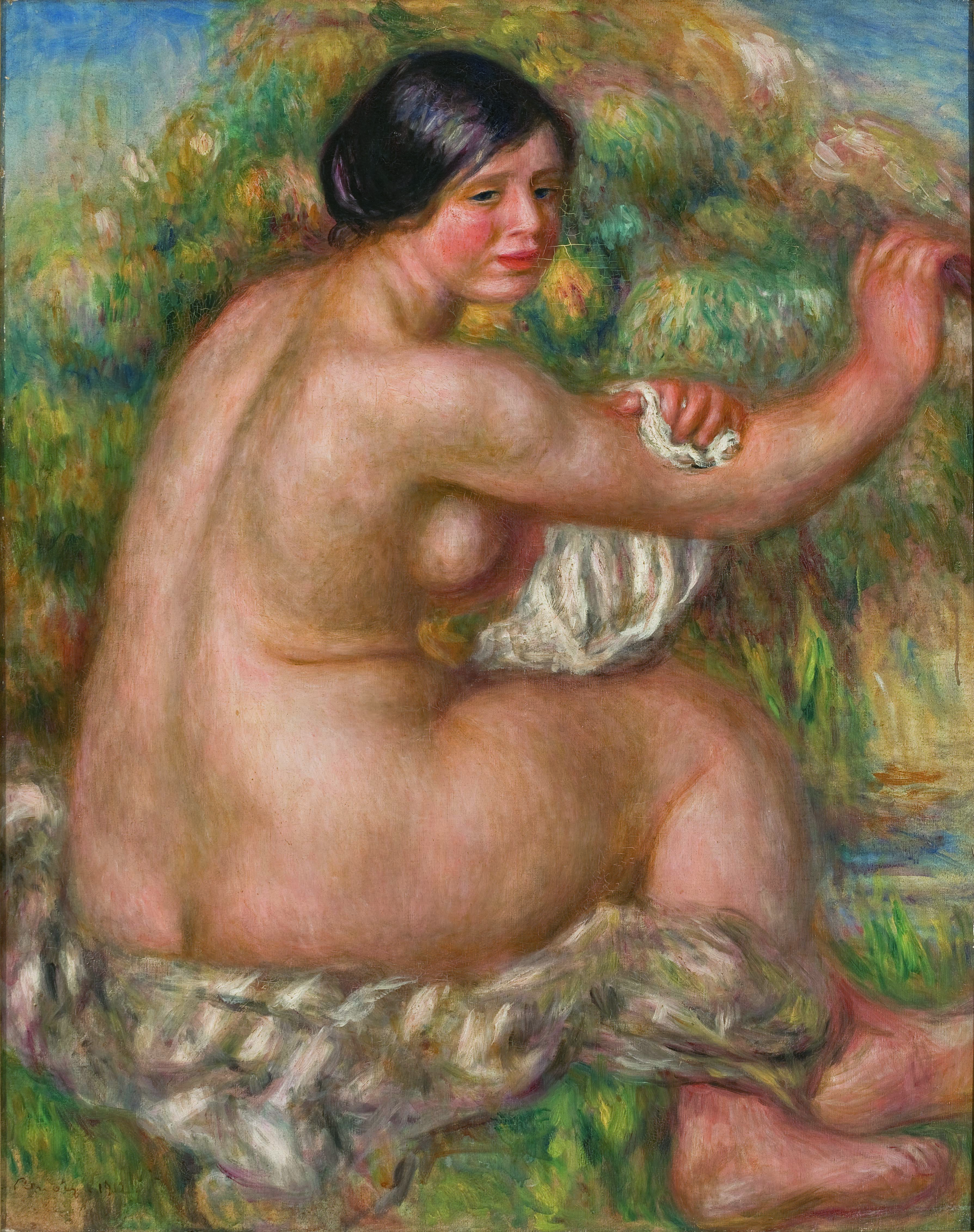
Grand nu assis, 1912.
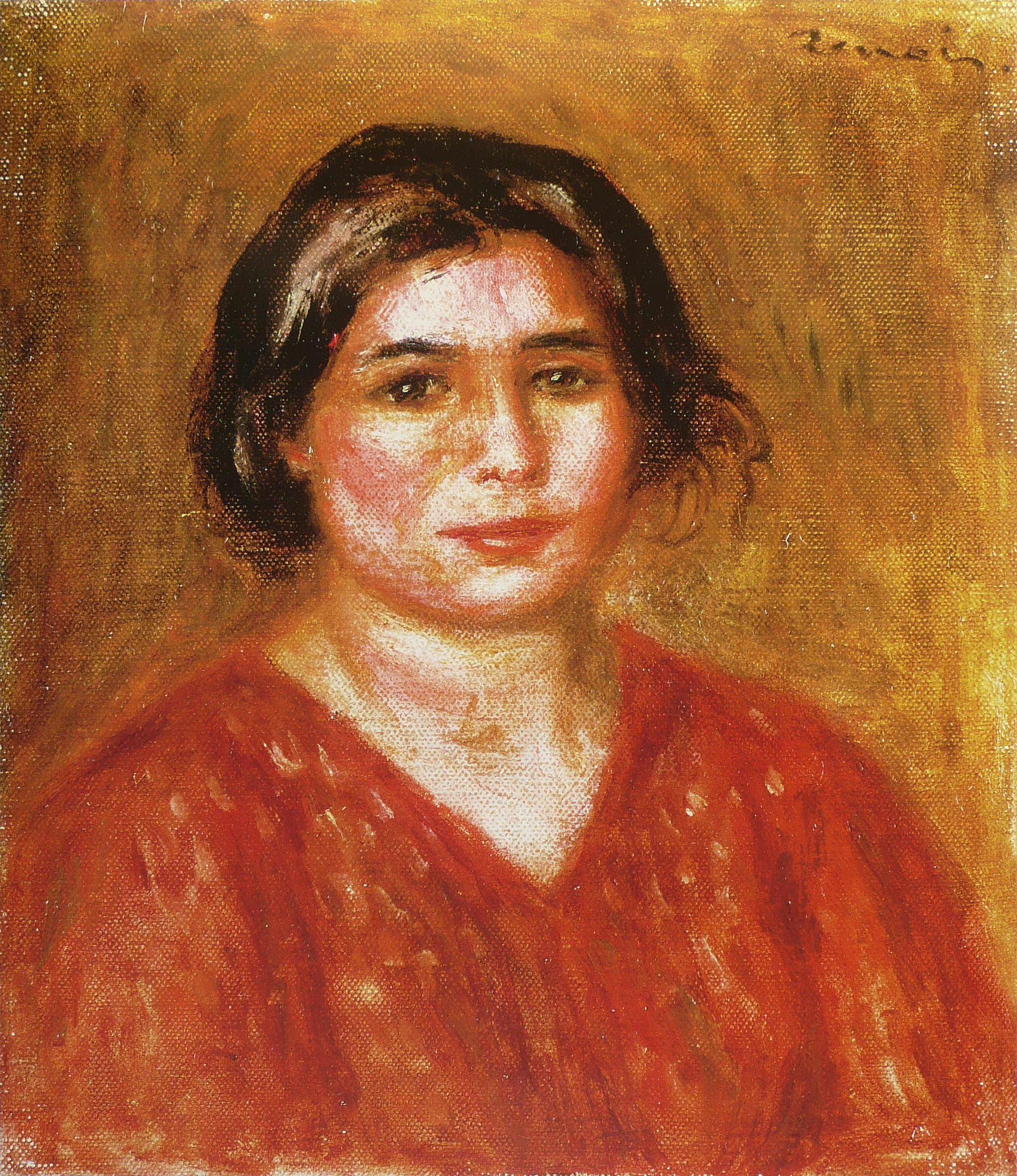
Gabrielle en blouse rouge, 1913.

### Au cinéma
- Renoir, film de Gilles Bourdos sorti en 2013, avec Michel Bouquet (Auguste Renoir), Christa Theret (Andrée Heuschling), Vincent Rottiers (Jean Renoir) et Romane Bohringer (Gabrielle Renard)